# Markåtkomst
Markåtkomst innebär att det allmänna tvångsvis tar mark eller rätt att nyttja den i anspråk. Markägaren skall i gengäld få ersättning för intrånget. Enligt huvudregeln ska markägaren ha en oförändrad förmögenhetsställning. Det är dock sällan som fastighetsägaren anser sig fullt kompenserad, inte minst på grund av  affektionsvärden som ej ersätts.
Att det allmänna kan tvinga till sig mark är nödvändigt vid samhällsbyggnad. Om fastighetsägare skulle ha haft vetorätt gällande sin fastighet skulle till exempel ett järnvägsbygge innebära förhandlingar med varje berörd fastighetsägare. Detta skulle uppta mycket resurser, och om någon av fastighetsägarna vägrar att släppa sin mark skulle järnvägen få dras runt dennes fastighet eller inte kunna byggas alls. Eftersom många kommer att ha nytta av en färdigbyggd järnväg har lagstiftaren ansett att det allmännas intressen i detta fall väger tyngre än den enskilde fastighetsägarens. 
Eftersom skydd för egendom finns i såväl regeringsformen som i EU-rätten så det är inte möjligt att utan vidare beslagta mark. Det finns därför ett omfattande regelverk gällande markåtkomst. Det gäller bland annat under vilka förutsättningar mark kan tas i anspråk, för vilka ändamål och vilken ersättning som skall utgå.
Markåtkomst kan indelas i två kategorier: vid inlösen tas en hel fastighet i anspråk och vid rådighetsinskränkning inskränks möjligheten att nyttja fastigheten, antingen genom att till exempel en ledning dras över fastigheten eller genom att en del av marken tas i anspråk. Gäller intrånget hel fastighet skall löseskilling betalas och gäller det rådighetsinskränkning skall intrångsersättning betalas. 
Lagar som kan användas för markåtkomst är:
- Expropriationslagen
- Plan- och bygglagen
- Fastighetsbildningslagen
- Anläggningslagen
- Miljöbalken
- Skogsvårdslagen
- Kulturmiljölagen
- Ledningsrättslagen
- Väglagen
- Lagen om byggande av järnväg

Ändamålen och villkoren för markåtkomst skiljer sig åt mellan de olika lagarna. Inom tätbebyggt område gäller generellt villkoret att det måste finnas en lagakraftvunnen detaljplan som stöd för markövertagandet.